# Heiligste Dreifaltigkeit (Großberghausen)

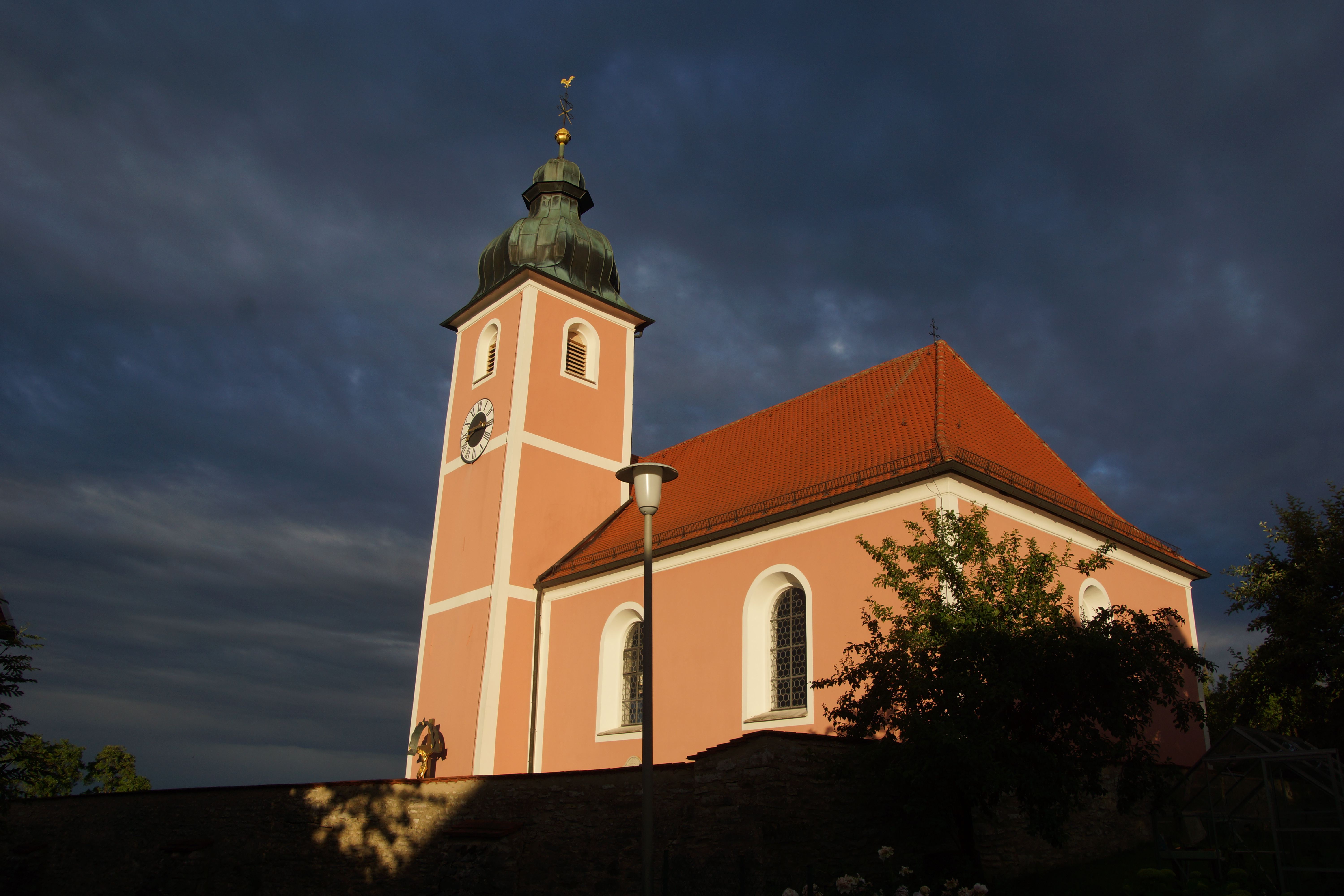
Heiligste Dreifaltigkeit (Großberghausen)

Die römisch-katholische, denkmalgeschützte Filialkirche Heiligste Dreifaltigkeit steht in Großberghausen, einem Gemeindeteil der Stadt Freystadt im Landkreis Neumarkt in der Oberpfalz. Die Kirche gehört zum Dekanat Neumarkt in der Oberpfalz des Bistums Eichstätt. Das Bauwerk ist unter der Denkmalnummer D-3-73-126-65 als Baudenkmal in die Bayerische Denkmalliste eingetragen.

## Beschreibung
Das Langhaus und der eingezogene, dreiseitig geschlossene Chor im Osten der Saalkirche wurden im 17. Jahrhundert unter Einbeziehung des Kirchturms des romanischen Vorgängerbaus, nunmehr ein Chorflankenturm an der Nordwand des Chors, erbaut. Das oberste Geschoss des Chorflankenturms beherbergt die Turmuhr und den Glockenstuhl, in dem zwei Kirchenglocken hängen. Darauf sitzt eine Welsche Haube. Zur Kirchenausstattung gehört der Hochaltar mit weit auseinander stehenden Säulen aus der 1. Hälfte des 18. Jahrhunderts. Auf dem Altarretabel ist eine Maria Immaculata dargestellt. Zwischen den Säulen stehen Statuen des heiligen Franz Xaver und des heiligen Johannes Nepomuk. Das Altarretabel des linken Seitenaltars zeigt die heilige Walburga, flankiert von Statuen des heiligen Antonius von Padua und des Josef. Beim rechten Seitenaltar wird der heilige Wendelin vom heiligen Nikolaus und vom heiligen Ulrich flankiert.